# Temporada de GP2 Series de 2011
Nota: Para o campeonato asiático, veja Temporada da GP2 Asia Series de 2011.
A temporada da GP2 Series de 2011 foi a sétima temporada da GP2 Series. Neste ano a GP2 Series teve um próprio campeonato de promoção, a GP3.
Depois de um ciclo de três anos, o anterior chassis da GP2 foi substituído pelo novo Dallara GP2/11, construído pelo fabricante italiano Dallara. O campeonato mudou de fornecedor de pneus da Bridgestone para Pirelli para os anos 2011 a 2013, à semelhança do que sucedeu na Fórmula 1. A temporada de 2011 marcou também a estreia de duas equipas, a Carlin e a Team AirAsia. Ainda de referir que a ART Grand Prix foi renomeada de Lotus-ART Grand Prix, devido ao patrocínio da construtora britânica Lotus Cars. Por sua vez, a DPR não foi continuou no grid.

## Equipes e Pilotos
- Nesta temporada participaram 26 carros por ronda, num total de 13 equipes.

| Equipa               | #  | Pilotos             | Rondas   |
| -------------------- | -- | ------------------- | -------- |
| Rapax                | 1  | Fabio Leimer        | 1–9      |
| Rapax                | 2  | Julián Leal         | 1–9      |
| Barwa Addax          | 3  | Charles Pic         | 1–9      |
| Barwa Addax          | 4  | Giedo van der Garde | 1–9      |
| Lotus ART            | 5  | Jules Bianchi       | 1–9      |
| Lotus ART            | 6  | Esteban Gutiérrez   | 1–9      |
| Racing Engineering   | 7  | Dani Clos           | 1–9      |
| Racing Engineering   | 8  | Christian Vietoris  | 1, 4-9   |
| iSport International | 9  | Sam Bird            | 1–9      |
| iSport International | 10 | Marcus Ericsson     | 1–9      |
| DAMS                 | 11 | Romain Grosjean     | 1–9      |
| DAMS                 | 12 | Pål Varhaug         | 1–9      |
| Arden International  | 14 | Josef Král          | 1–9      |
| Arden International  | 15 | Jolyon Palmer       | 1–9      |
| Super Nova           | 16 | Fairuz Fauzy        | 1–9      |
| Super Nova           | 17 | Adam Carroll        | 6-9      |
| Coloni               | 18 | Michael Herck       | 1–9      |
| Coloni               | 19 | Luca Filippi        | 6-9      |
| Trident              | 20 | Rodolfo González    | 1–9      |
| Trident              | 21 | Stefano Coletti     | 1–8      |
| Ocean Racing         | 22 | Brendon Hartley     | 8-9      |
| Ocean Racing         | 23 | Johnny Cecotto, Jr. | 1–9      |
| Carlin               | 24 | Max Chilton         | 1–9      |
| Carlin               | 25 | Mikhail Aleshin     | 1–2, 7-8 |
| Team AirAsia         | 26 | Luiz Razia          | 1–9      |
| Team AirAsia         | 27 | Davide Valsecchi    | 1–9      |

### Mudanças nos pilotos
Mudanças de equipas
- Sam Bird: iSport International → ART Grand Prix
- Johnny Cecotto, Jr.: Trident Racing → Ocean Racing
- Max Chilton: Ocean Racing → Carlin
- Marcus Ericsson: Super Nova → iSport
- Rodolfo González: Arden → Trident
- Michael Herck: DPR → Coloni
- Josef Král: Super Nova → Arden
- Fabio Leimer: Ocean Racing → Rapax
- Charles Pic: Arden International → Barwa Addax Team
- Luiz Razia: Rapax → Team AirAsia
- Davide Valsecchi: iSport → AirAsia

Estreias na GP2/Entram novamente na GP2
- Mikhail Aleshin: Fórmula Renault 3.5 Series (subiu junto com a Carlin). Retorno após uma ronda pela ART Grand Prix em 2007
- Stefano Coletti: Fórmula Renault 3.5 Series (Comtec Racing)/GP3 Series (Tech 1 Racing)/Auto GP (Charouz-Gravity Sports) → Trident Racing; regresso após ter corrido pela Durango em 2009
- Fairuz Fauzy: Fórmula 1(piloto de testes Lotus F1 Team → Super Nova Racing; já correra na categoria pela DAMS em 2005 e pela Super Nova Racing em 2006 e 2008)
- Esteban Gutiérrez: GP3 Series (ART Grand Prix) → Lotus/ART
- Julián Leal: Fórmula Renault 3.5 Series (International Draco Racing) → Rapax
- Kevin Mirocha: Fórmula Renault 2.0 do Norte Europeu (SL Formula Racing) → Ocean Racing Technology
- Jolyon Palmer: Fórmula 2 FIA (MotorSport Vision) → Arden
- Davide Rigon: Superleague Fórmula (R.S.C. Anderlecht → Coloni; regresso depois de em 2009 ter corrido pela Trident Racing
- Pål Varhaug: GP3 Series (Jenzer Motorsport) → DAMS
- Kevin Ceccon: Auto GP (substituirá Davide Rigon nas etapas de Espanha e da Bélgica).[22]
- Álvaro Parente: Superleague Fórmula (FC Porto (substituirá Christian Vietoris na Racing Engineering na etapa de Espanha[23]); regresso depois de em 2008 ter representado a Super Nova Racing e em 2009 a Ocean Racing Technology, mais duas rondas com a Scuderia Coloni em 2010.

Deixam a GP2
- Jérôme d'Ambrosio: (DAMS) → Fórmula 1 (Marussia/Virgin)
- James Jakes: (Coloni) → IndyCar Series (Dale Coyne)
- Pastor Maldonado: (Rapax) → Fórmula 1 (Williams F1)
- Sergio Pérez: (Addax) → Fórmula 1 (Sauber)

## Resultados

### Por etapa
| Etapa | Etapa | Circuito                    | Pole Position       | Volta mais rápida   | Vencedor           | Equipe             | Report    |
| ----- | ----- | --------------------------- | ------------------- | ------------------- | ------------------ | ------------------ | --------- |
| 1     | R1    | Istambul                    | Romain Grosjean     | Sam Bird            | Romain Grosjean    | DAMS               | Relatório |
| 1     | R2    | Istambul                    |                     | Romain Grosjean     | Stefano Coletti    | Trident Racing     | Relatório |
| 2     | R1    | Catalunha                   | Giedo van der Garde | Giedo van der Garde | Charles Pic        | Barwa Addax        | Relatório |
| 2     | R2    | Catalunha                   |                     | Charles Pic         | Fabio Leimer       | Rapax              | Relatório |
| 3     | R1    | Monte Carlo                 | Sam Bird            | Davide Valsecchi    | Davide Valsecchi   | Team AirAsia       | Relatório |
| 3     | R2    | Monte Carlo                 |                     | Romain Grosjean     | Charles Pic        | Barwa Addax        | Relatório |
| 4     | R1    | Circuito de Rua de Valência | Charles Pic         | Romain Grosjean     | Romain Grosjean    | DAMS               | Relatório |
| 4     | R2    | Circuito de Rua de Valência |                     | Esteban Gutiérrez   | Esteban Gutiérrez  | Lotus ART          | Relatório |
| 5     | R1    | Silverstone                 | Jules Bianchi       | Romain Grosjean     | Jules Bianchi      | Lotus ART          | Relatório |
| 5     | R2    | Silverstone                 |                     | Romain Grosjean     | Romain Grosjean    | DAMS               | Relatório |
| 6     | R1    | Nürburgring                 | Charles Pic         | Luca Filippi        | Luca Filippi       | Scuderia Coloni    | Relatório |
| 6     | R2    | Nürburgring                 |                     | Christian Vietoris  | Romain Grosjean    | DAMS               | Relatório |
| 7     | R1    | Hungaroring                 | Luiz Razia          | Luca Filippi        | Romain Grosjean    | DAMS               | Relatório |
| 7     | R2    | Hungaroring                 |                     | Romain Grosjean     | Stefano Coletti    | Trident Racing     | Relatório |
| 8     | R1    | Spa-Francorchamps           | Christian Vietoris  | Christian Vietoris  | Christian Vietoris | Racing Engineering | Relatório |
| 8     | R2    | Spa-Francorchamps           |                     | Luca Filippi        | Luca Filippi       | Scuderia Coloni    | Relatório |
| 9     | R1    | Monza                       | Charles Pic         | Luca Filippi        | Luca Filippi       | Scuderia Coloni    | Relatório |
| 9     | R2    | Monza                       |                     | Luca Filippi        | Christian Vietoris | Racing Engineering | Relatório |